# Pristimantis auricarens
Espèce
Synonymes
- Eleutherodactylus auricarens Myers & Donnelly, 2008

Pristimantis auricarens est une espèce d'amphibiens de la famille des Craugastoridae.

## Répartition
Cette espèce est endémique de l'État de Bolívar au Venezuela. Elle se rencontre à environ 1 600 m d'altitude sur le tepui Auyan.

## Description
Les mâles mesurent de 16,2 à 17,8 mm et les femelles de 20,2 à 24,7 mm.

## Publication originale
- Myers & Donnelly, 2008 : The Summit Herpetofauna Of Auyantepui, Venezuela: Report From The Robert G. Goelet American Museum–Terramar Expedition. Bulletin of the American Museum of Natural History, vol. 308, p. 1-147 (texte intégral).